# Renan (calciatore 1989)
Renan dos Santos, noto semplicemente come Renan (Rio de Janeiro, 18 maggio 1989), è un calciatore brasiliano, portiere dell'Amazonas.

## Carriera
Inizia la sua carriera in Brasile nel 2008 con la maglia del Botafogo dove disputerà 6 stagioni vincendo anche un campionato. Il 7 gennaio 2017 passa al Ludogorets squadra bulgara che milita nella massima divisione nazionale . Riuscirà a vincere cinque campionati di Bulgaria consecutivamente.

## Palmarès

### Club

#### Competizioni statali
- Campionato Carioca: 2

Botafogo: 2010, 2013
- Campionato Goiano: 1

Atlético Goianiense: 2022
- Campionato Pernambucano: 1

Sport Recife: 2023

#### Competizioni nazionali
- Campeonato Brasileiro Série B: 2

Botafogo: 2015
Santos: 2024
- Campionato bulgaro: 5

Ludogorec: 2016-2017, 2017-2018, 2018-2019, 2019-2020, 2020-2021
- Supercoppa di Bulgaria: 2

Ludogorec: 2018, 2019